# 茂山千之丞
茂山 千之丞（しげやま せんのじょう）は、狂言方大蔵流 能楽師の名跡、元は九世茂山千五郎の長男・連正喬（むらじまさたか）の名前である。当世（2018年襲名）で三世。

## 初世
九世茂山千五郎の長男・連正喬（むらじまさたか）（通称：瓶次郎）。1872年に流行病のため死去。享年28歳。

## 二世
二世　茂山 千之丞（にせい しげやま せんのじょう、1923年（大正12年）10月14日 - 2010年（平成22年）12月4日）は、狂言役者、演出家 。

### 経歴・人物
1923年に父の茂山真一（十一世千五郎、三世千作）と母・スガの次男として京都に生まれる。本名は茂山政次（しげやま まさつぐ）。兄は七五三（後の四世茂山千作）。
1926年5月、通常より早く満2歳7か月のときに「以呂波」で初舞台を踏んだ。4歳年上の兄とはたびたび舞台に立ち、豆狂言コンビと人気を博した。
1929年に京都市立春日小学校に入学、1937年に京都市立第一商業学校（現京都市立西京高等学校）に進学、1942年には大阪市立商科大学高等商学部（現大阪市立大学）に進学。
1943年12月、20歳で学徒出陣。第一線に出る必要のない経理士官を目指し、2つの候補生試験を突破して、1944年7月に旧満州新京にあった陸軍の経理学校に入学。同年12月に戦況悪化を理由に繰り上げ卒業となった後は旧満州の部隊に配属見込みであったが、健康診断の結果、内地に送還された。再検査の結果異常がなかったことから、伏見歩兵隊から名古屋師団と転属し、静岡県浜松市の井伊谷で終戦を迎える。
終戦の年の11月に京都に戻ると、インフレの混乱の中物資の仲買をし、主に闇屋として生計を立てながら狂言の舞台に立つ。1946年に「茂山千之丞」を二世として襲名した。1947年に「釣狐」を披く。釣狐の面は、大蔵流の家元の所蔵していた狐の面が道具屋に出ていたものを、千之丞自身が稼いだ金で購入して使用した。
1948年、NHKラジオの番組「東西廻り舞台」の「美女と大名」に「宇津鶏太郎（うつけたろう）」の名で出演、古典以外のラジオドラマでは能楽師として初めてではないかと本人が述懐している。50年代には女優や歌舞伎役者と共演、武智鉄二演出の舞台など歌舞伎、新劇にも出演。能楽協会から事実上の退会勧告を受けたが、狂言師がジャンルを問わず活躍できる時代を開いた。
狂言をベースに他流・他の芸能の人々と新しい公演を行う「狂言座」（1956年）や、実験的演出による「狂言小劇場」（1971年）の立ち上げ、関西の伝統芸能の関係者有志「上方風流（かみがたぶり）」の発起人となる（1963年）など、幅広く交流・活動する。1983年に自らの演出により生前葬を行った際には、葬儀委員長朝比奈隆、友人総代梅原猛、司会を桂米團治が務めている。
木下順二作の舞台「夕鶴」で514回にわたり与ひょう役を演じた（1971年-1986年）ほか、サミュエル・ベケットの演劇の上演、梅原猛作「スーパー狂言」三部作等新作狂言の演出、1957年の「アイーダ」以降オペラの演出も多数手掛けた。
晩年には古典「武悪」、新作狂言「豆腐小僧」などの当たり役があった。1992年観世寿夫記念法政大学能楽賞受賞。1997年芸術選奨文部大臣賞。1998年松尾芸能賞優秀賞。
2006年からは兄の四世千作と共に兄弟会を開催、死去の年まで継続した。
2010年12月4日、肝細胞癌のため満87歳で死去。
美声と豊かな声量を両立し、また理論派として知られた。
長男に茂山あきら、弟子に丸石やすしがいる。

### 出演映画
- 紅閨夢（1964年） - 作家民野 役[34]谷崎潤一郎作品の武智鉄二による脚色。
- 源氏物語（1966年） - 惟光 役[35]　武智鉄二作品。
- 浮世絵残酷物語（1969年） - 賀慶 役[36]　武智鉄二作品。
- エイジアン・ブルー 浮島丸サコン（1995年） - 中川高明 役[37]

### テレビ
- タイムリー10（KBS京都）

### 著作
- 『狂言』荒木良雄共著 創元社 1956年（日本文学新書）
- 『狂言役者―ひねくれ半代記』岩波書店 1987年（岩波新書）
- 『狂言ってどんな芝居 庶民が生んだ笑いの芸能』日本放送出版協会 1999年（NHK人間講座）
- 『狂言じゃ、狂言じゃ!』晶文社 2000年、のち文藝春秋 2004年（文春文庫）

## 三世
三世茂山 千之丞（さんせい しげやま せんのじょう、1983年（昭和58年）4月2日 - ）は、狂言方大蔵流能楽師、京都府文化賞奨励賞者。

### 経歴・人物
茂山あきらの長男。本名は茂山童司（しげやま どうじ）。祖父の二世茂山千之丞に師事。
1986年、父の主宰する「NOHO（能法）劇団」の『魔法使いの弟子』にて2歳半で初舞台、その後3歳半で狂言「以呂波」のシテを務める。小学校はインターナショナルスクールに通う。
1997年に「千歳」、2004年に「三番三」、2006年に「釣狐」を披く一方で、1995年には同世代若手の親戚茂山茂、茂山宗彦、茂山逸平が結成した「花形狂言少年隊」に入隊、共に活動する。
2000年から2005年までは「心・技・体、教育的古典狂言推進準備研修錬磨の会=TOPPA!」を千三郎、正邦（十四世千五郎） 、宗彦、茂、逸平と共に主催し、2006年からは「HANAGATA」を正邦（十四世千五郎）、宗彦、茂、逸平と共に再開、2020年以降は「Cutting Edge KYOGEN」と改称して活動している。
2013年に自身で作・演出したコントを発表する「ヒャクマンベン」、2014年には新作狂言の会「マリコウジ」を開始した。
2015年、オペレッタ「メリー・ウィドウ」の脚本・演出を行った。
2018年12月23日、父の勧めにより、祖父の名跡である「茂山千之丞」を三世として襲名した。襲名披露にて祖父の得意とした演目「花子」を披く。
2019年に京都府文化賞奨励賞を受賞している。

### メディア出演
- 茂山童司の栴檀代々（ラジオ）
- 「α-SWEET CAFE」（ラジオ）
- 「プレキソ英語」（NHK Eテレ）